# Lascia fare a Giorgio
Lascia fare a Giorgio (Let George Do It) è un film del 1940 diretto da Marcel Varnel.

## Trama
All'inizio della Seconda guerra mondiale, il musicista George Hepplewhite prende un traghetto, convinto di andare a Blackpool mentre invece sbarca a Bergen, in Norvegia. Qui, viene scambiato per un musicista di ukulele e incontra una ragazza, Mary Wilson che è un'agente britannica sotto copertura; credendo che pure lui sia un agente segreto, la ragazza lo coinvolge in una caccia a un codice in uso presso i nazisti.